# Mixe de les Terres Mitjanes
El mixe de les Terres Mitjanes o mixe central és una de les llengües mixes parlades a Mèxic. Segons Søren Wichmann (1995), hi ha dos grups de dialectes: 
- Septentrional: Jaltepec, Puxmetecán, Atitlán, Matamoros, Cotzocón
- Meridional: Juquila, Cacalotepec

Ethnologue també hi inclou Mixistlán as well, però Wichmann el compta com a mixe de Tlahuitoltepec.
S'ha documentat recentment una nova varietat de mixe de les terres mitjanes a la vila de San Juan Bosco Chuxnabá al municipi de San Miguel Quetzaltepec, Oaxaca per Carmen Jany i altres lingüistes.